# Seul sur l'océan Pacifique
Pour plus de détails, voir Fiche technique et Distribution.
Seul sur l'océan Pacifique (太平洋ひとりぼっち, Taiheiyō hitori-botchi) est un film japonais réalisé par Kon Ichikawa et sorti en 1963, d'après l'histoire réelle d'un jeune garçon ayant traversé le Pacifique à la voile en solitaire. 

## Synopsis
Le 12 mai 1962, Ken'ichi Horie, originaire d'Osaka, quitte clandestinement le port de Nishinomiya sur son petit voilier baptisé « Mermaid ». Sa destination est San Francisco qu'il espère atteindre en moins de trois mois. Cela fait plusieurs années que contre l'avis de sa famille et avec le soutien de quelques amis, il prépare obstinément ce périple. Au bout de 94 jours de traversée au cours desquels il affronte la solitude, le manque d'eau potable, un typhon, des périodes de calme plat, il voit enfin apparaître devant lui le pont du Golden Gate. Il est le premier Japonais à réussir cet exploit.

## Fiche technique
- Titre : Seul sur l'océan Pacifique
- Titre original : 太平洋ひとりぼっち (Taiheiyō hitori-botchi?)
- Réalisation : Kon Ichikawa
- Scénario : Natto Wada, d'après le roman autobiographique de Ken'ichi Horie
- Photographie : Yoshihiro Yamazaki
- Montage : Masanori Tsujii
- Musique : Yasushi Akutagawa et Tōru Takemitsu
- Direction artistique : Takashi Matsuyama
- Production : Akira Nakai
- Sociétés de production : Nikkatsu et Ishihara Productions
- Pays d'origine :  Japon
- Langue originale : japonais
- Format : Eastmancolor - 2,35:1 - 35 mm - son mono
- Genre : film d'aventures
- Durée : 97 minutes[2] (métrage : 10 bobines - 2 646 m[2])
- Date de sortie :
  - Japon : 27 octobre 1963[2]

## Distribution
- Yūjirō Ishihara : Ken'ichi Horie
- Masayuki Mori : son père
- Kinuyo Tanaka : sa mère
- Ruriko Asaoka : Hanako, sa sœur
- Hajime Hana : un ami de Ken'ichi
- Masaru Kamiyama : un ami de Ken'ichi
- Gannosuke Ashiya : le charpentier
- Shirō Ōsaka : le patron du chantier de construction de bateaux
- Kōjirō Kusanagi

## Autour du film
Seul sur l'océan Pacifique est le premier film produit par la société de production indépendante Ishihara Productions de Yūjirō Ishihara.

## Sélections
- Festival de Cannes 1964 : en compétition officielle[4]
- 21e cérémonie des Golden Globes : en compétition dans la catégorie du Golden Globe du meilleur film étranger[5]